# 1958 na rádio

## Nascimentos
| Data          | Nome            | Profissão                           | Nacionalidade  | Observações | Ref |
| ------------- | --------------- | ----------------------------------- | -------------- | ----------- | --- |
| 4 de setembro | Drew Pinsky     | animador e ator                     | Estados Unidos |             |     |
| 3 de dezembro | Gilberto Barros | locutor e apresentador de televisão | Brasil         |             |     |

## Mortes
| Data        | Nome          | Profissão | Nacionalidade | Observações | Ref |
| ----------- | ------------- | --------- | ------------- | ----------- | --- |
| 13 de junho | Vasco Santana | ator      | Portugal      | n. 1898     |     |